# Alfred Packer

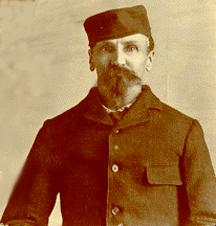
Alfred Packer in 1874

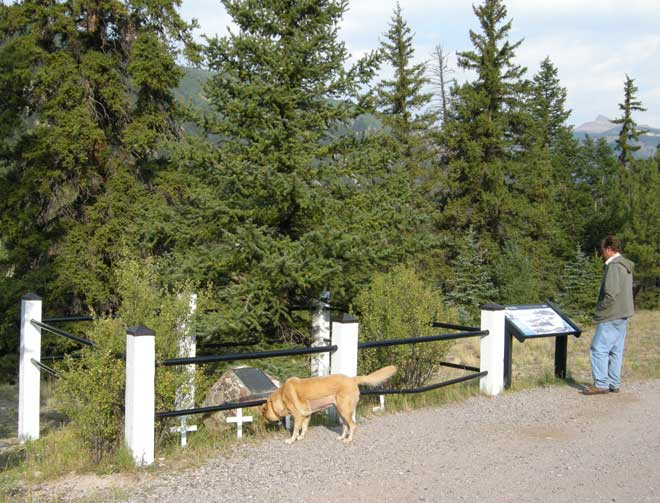
Gedenkteken aan de misdaad ten zuidwesten van Lake City (Colorado)

Alfred G. "Alferd" Packer (Pennsylvania, 21 januari 1842 – Deer Creek, Colorado, 23 april 1907), was een Amerikaanse oud-militair en berggids, voerde eind 1873 een jachtpartij aan, op basis van deelgenootschap van de opbrengst. Het gezelschap kwam echter in een sneeuwstorm terecht en moest drie maanden overwinteren.

## Kannibalisme
Vanwege het voedselgebrek hield Packer zich in leven met het consumeren van zijn gezelschap (kannibalisme). In de lente keerde hij terug in goede gezondheid en toonde geen tekenen van wroeging. Later bleek Packer zijn vrienden door bijlslagen om het leven te hebben gebracht, hoewel hij claimde dat hij één persoon in zelfverdediging neergeschoten had. Na forensisch onderzoek zijn in 2001 aanwijzingen gevonden dat deze persoon inderdaad neergeschoten zou zijn met het pistool van Packer.
Het verhaal kreeg nog een politiek tintje toen de rechter tijdens de veroordeling de woorden gesproken zou hebben: "Alfred Packer, jij mensenetende boef! Er waren in Hinsdale County maar zeven Democraten en jij hebt er vijf van opgegeten!" Onverdiend kreeg Packer door dit voorval postuum een cultstatus in Colorado. Uit de officiële verslagen blijkt echter niets van deze uitspraak.
Packer tekende op 5 augustus 1874 een bekentenis en werd gedetineerd, maar wist snel weer te ontsnappen. Op 11 maart 1883 werd Packer gevonden in Cheyenne, Wyoming, onder de naam John Schwartze. Op 16 maart tekende hij nogmaals een bekentenis en op 13 april werd hij na een proces ter dood veroordeeld. Deze straf werd in oktober 1885 omgezet in 40 jaar gevangenschap. Op 8 februari 1901 kwam hij voorwaardelijk vrij.
Het gerucht gaat dat hij een vegetariër was geworden ergens voor zijn dood.

## Trivia
- Het album Eaten Back to Life van de Amerikaanse deathmetalband Cannibal Corpse is gewijd aan Packer met het opschrift: "This album is dedicated to the memory of Alfred Packer, the first American cannibal (R.I.P.)".[1]